# Wachstedt
Wachstedt è un comune di 456 abitanti della Turingia, in Germania.
Appartiene al circondario (Landkreis) dell'Eichsfeld (targa EIC) ed è parte della comunità amministrativa (Verwaltungsgemeinschaft) di Westerwald-Obereichsfeld.